# Борквелл, Альберт Александрович
Альберт Александрович Борквелл (эст. Albert Borkvell; 19 января 1890, Вызу, Везенбергский уезд, Эстляндская губерния, Российская империя (ныне уезда Ляэне-Вирумаа, Эстония) — 14 июля 1963, Таллин, Эстонская ССР) — эстонский и советский учёный, математик, педагог, профессор Таллинского технического Университета (1940), кандидат физико-математических наук (1946).

## Биография
С 1906 по 1909 год учился в гимназии Хуго Треффнера. В 1915 году окончил Ревельскую Александровскую гимназию и поступил на физико-математический факультет Императорского Петроградского университета, в 1917 году прервал учёбу и до 1918 года учился в Петергофской школе прапорщиков, затем во Владимирском военном училище в Петрограде.
В 1918—1920 годах — участник Эстонской войны за независимость. Руководил отделом военно-морского ведомства.
В 1922 году окончил математический факультет Тартуский университет, а 1929 году — юридический факультет того же университета. Защитил диссертацию по математике и праву в Тартуском университете. В 1922—1927 годах работал преподавателем математики Высшей военной школы, одновременно — Таллинской гимназии, в 1928—1931 годах — директор гимназии в Нарве, в 1931—1936 годах — сотрудник Министерстве образования Эстонии.
В 1936—1952 годах — доцент математики, в 1936—1939 годах — экстраординарный профессор, в 1939—1940 годах — секретарь факультета гражданского строительства и машиностроения в Таллинском техническом университете и в Таллинском университете; профессор математики (1940—1944); профессор кафедры математики и теоретической механики (1944—1952); заведующий факультета статистики и учёта (1947—1952); заведующий сектором экономического факультета (1945—1950).
Заведующий кафедрой математики и физики Таллинского педагогического института (1947—1952); профессор и заведующий кафедрой математики в 1952—1960 годах.

## Научная деятельность
В 1924—1940 годах был членом комиссии по математике Эстонской Республикеи. Участвовал в разработке математических программ для начальных и средних школ; составлении учебников по алгебре и геометрии для средней школы (в том числе «Основные понятия и приложения математического анализа», 1927; «Основные наброски математического анализа», 1939; «Основные дифференциальные уравнения», 1941). В 1936—1939 годах подготовил и опубликовал несколько юридических сборников законов и нормативных актов. Член Эстонского общества естествоиспытателей.
Похоронен на Таллинском лесном кладбище.

## Награды
- Крест Свободы 3-й степени 1 класса (1920)
- Орден Эстонского Красного Креста II степени 2-й подстепени (1931)
- Орден Эстонского Красного Креста II степени 1-й подстепени (1933)
- Орден Эстонского Красного Креста I степени 2-я подстепени (1936)
- Орден Белой звезды 3 класса
- Орден Епископа Платона 1-й степени